# Zorge (Fluss)
Die Zorge ist ein 39,6 km langer, nordwestlicher und linker Zufluss der Helme im niedersächsischen Landkreis Göttingen und im thüringischen Landkreis Nordhausen. 

## Geographie

### Verlauf
Die Zorge entsteht in Niedersachsen im Harz und innerhalb des Naturparks Harz durch den in der Ortschaft Zorge liegenden Zusammenfluss von Wolfsbach und Sprakelbach in der Mitte des oberen Ortsteils auf rund 352 m ü. NHN. Der Wolfsbach hat wiederum mehrere Quellbäche. Die Quelle des Großen Wolfsbachs hat den längsten Fließweg und ist als Hauptquelle der Zorge klassifiziert. Sie liegt knapp unter 570 m ü. NHN am Sportplatz von Hohegeiß.
Anfangs fließt die Zorge in südliche Richtung und etwa ab der niedersächsisch-thüringischen Grenze in südöstliche. Im thüringischen Harzteil läuft sie durch den Naturpark Südharz. Hier liegen Ellrich, Woffleben und Cleysingen am Fluss. Am Südrand des Naturparks tangiert die Zorge Niedersachswerfen, einen Ortsteil von Harztor. Danach durchfließt sie Nordhausen. Nach der Stadt passiert der Fluss noch Bielen und Windehausen.
Etwas mehr als 2 km hinter Windehausen unterquert die Zorge die Bahnstrecke Halle–Hann. Münden. Kurz darauf mündet sie auf 158,8 m Höhe in den dort von Westen bzw. aus Richtung Heringen kommenden Unstrut-Zufluss Helme. Die Mündung liegt im Naturpark Kyffhäuser.

### Einzugsgebiet, Quellbäche und Zuflüsse
Das Einzugsgebiet der Zorge ist 357 km² groß.
Quellbäche und Zuflüsse flussabwärts gereiht und mit orographischer Zuordnung (l = linksseitig, r = rechtsseitig):
| Hauptquelle: - Großer Wolfsbach (GKZ: 56482111), als Oberlauf klassifiziert Weitere Quellbäche: - Kleiner Wolfsbach (r; GKZ: 56482112) - Bärenbach (l; GKZ: 56482114) - Sprakelbach (r; GKZ: 56482121), kürzer als Wolfsbach ← Großer Wolfsbach Zuflüsse: | |
| - Steigerwasser (r) - Elsbach (l) - Dörenbach (r) - Illigesbach (r) - Rosenbach (l) - Sülze (l) - Ellerbach (l) - Wieda (r) | - Bere (l) - Kappelbach (l) - Krimderöder Bach (l) - Orbach (l) - Gumpebach (l) - Roßmannsbach (l) - Leimbach (l) - Krummbach (l) |

## Hydrologie und Gewässergüte
Die Quellbäche der Zorge entwässern neben anderen Flüssen, wie etwa der Wieda, eines der niederschlagsreichsten Gebiete im Harz. Die der Helme zugeführten Wassermengen waren mit ein Grund für den Bau der an diesem Fluss gelegenen Talsperre Kelbra. In Thüringen wird die Zorge als „mäßig belastet“ (Gewässergüteklasse 2) bewertet.
Im Spätsommer 2019 trocknete der Fluss aufgrund der fehlenden Niederschläge vom südöstlichen Stadtrand Nordhausens bis Bielen komplett aus. Zahlreiche Fische sowie andere im Wasser lebende Organismen verendeten. Der örtliche Anglerverein rettete einige Tiere aus den übrig gebliebenen Pfützen.

## Bilder

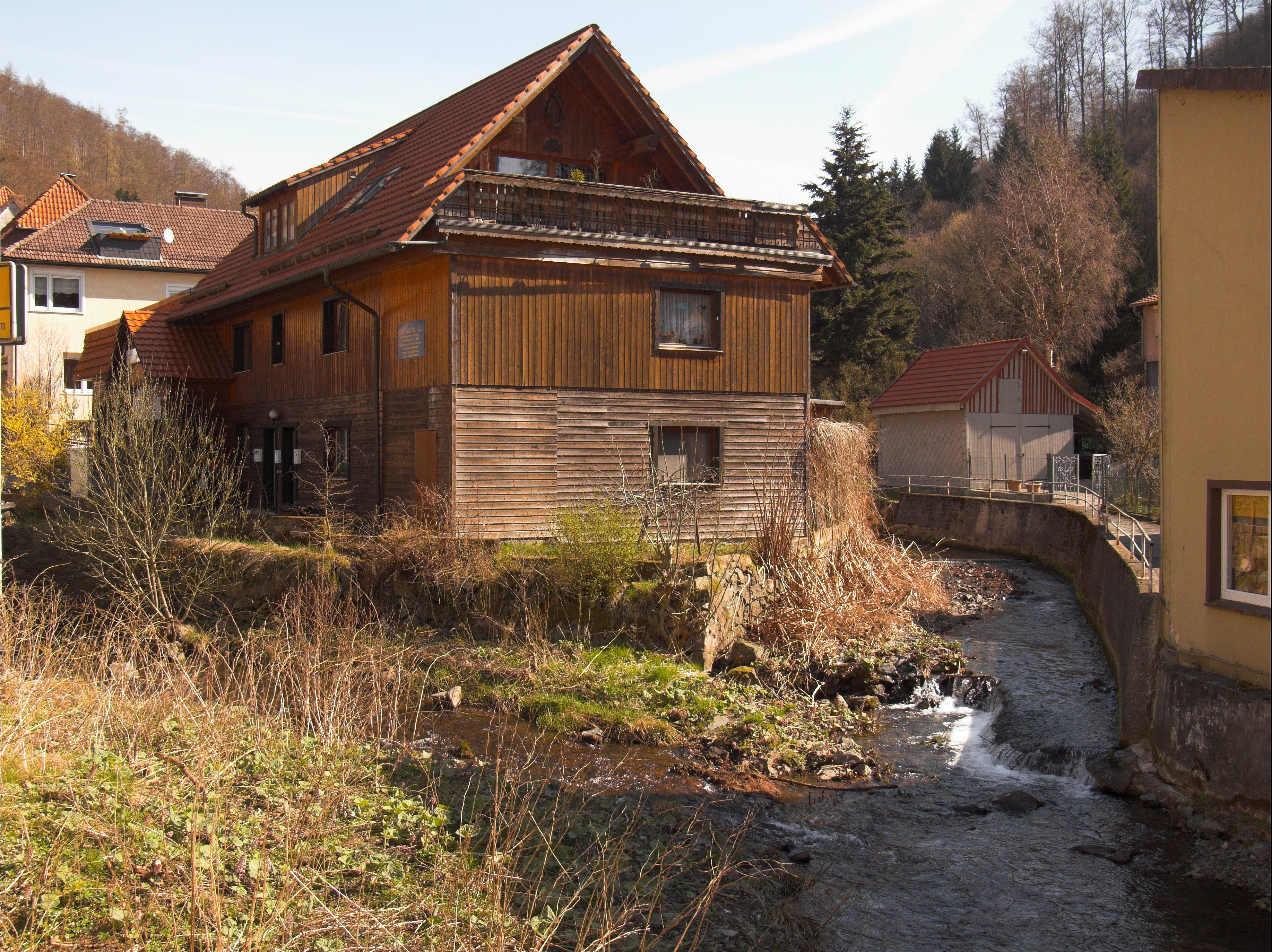
Sprakelbach (l) und Wolfsbach (r) bilden die Zorge in Zorge
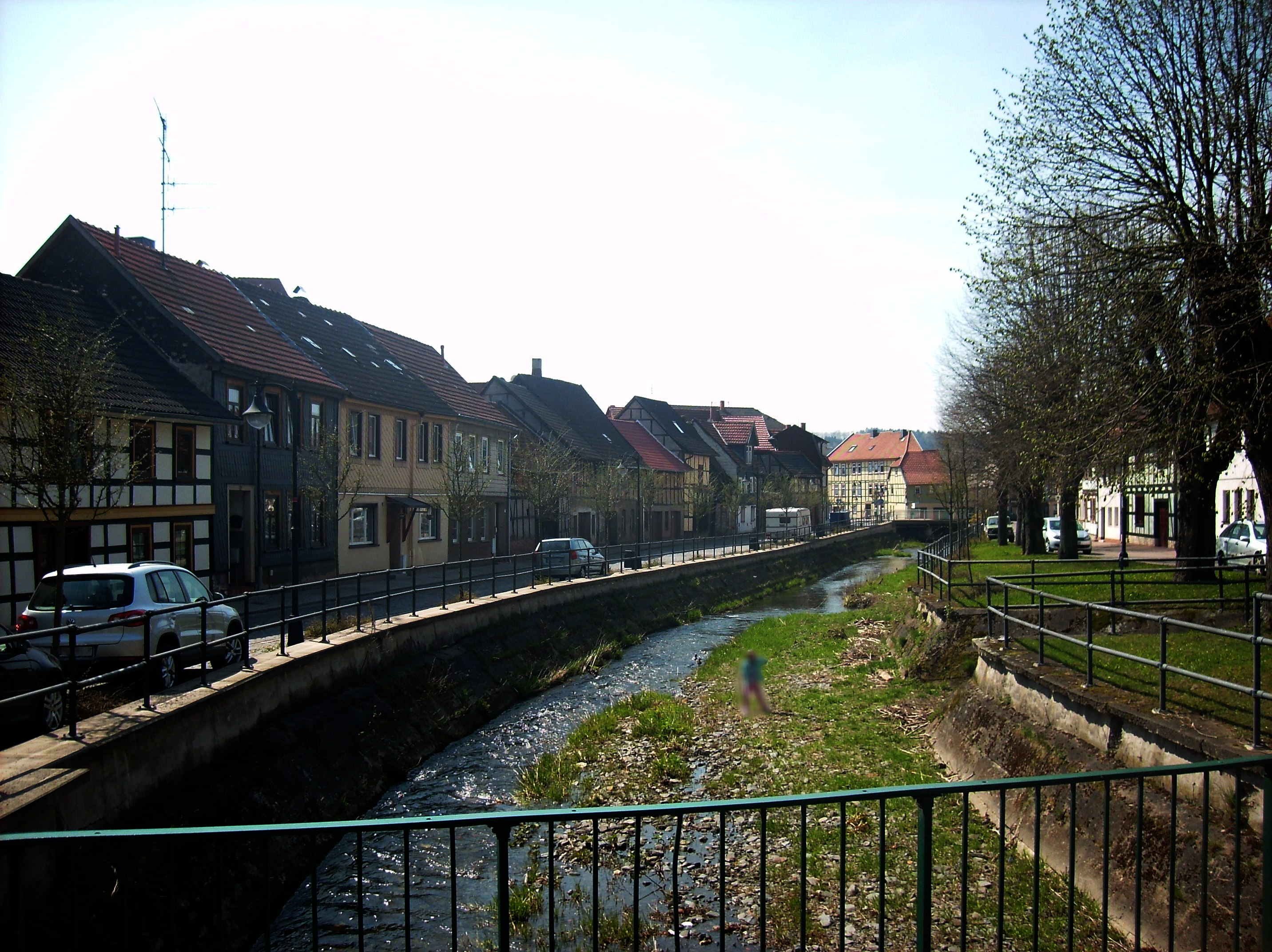
Die Zorge in Ellrich
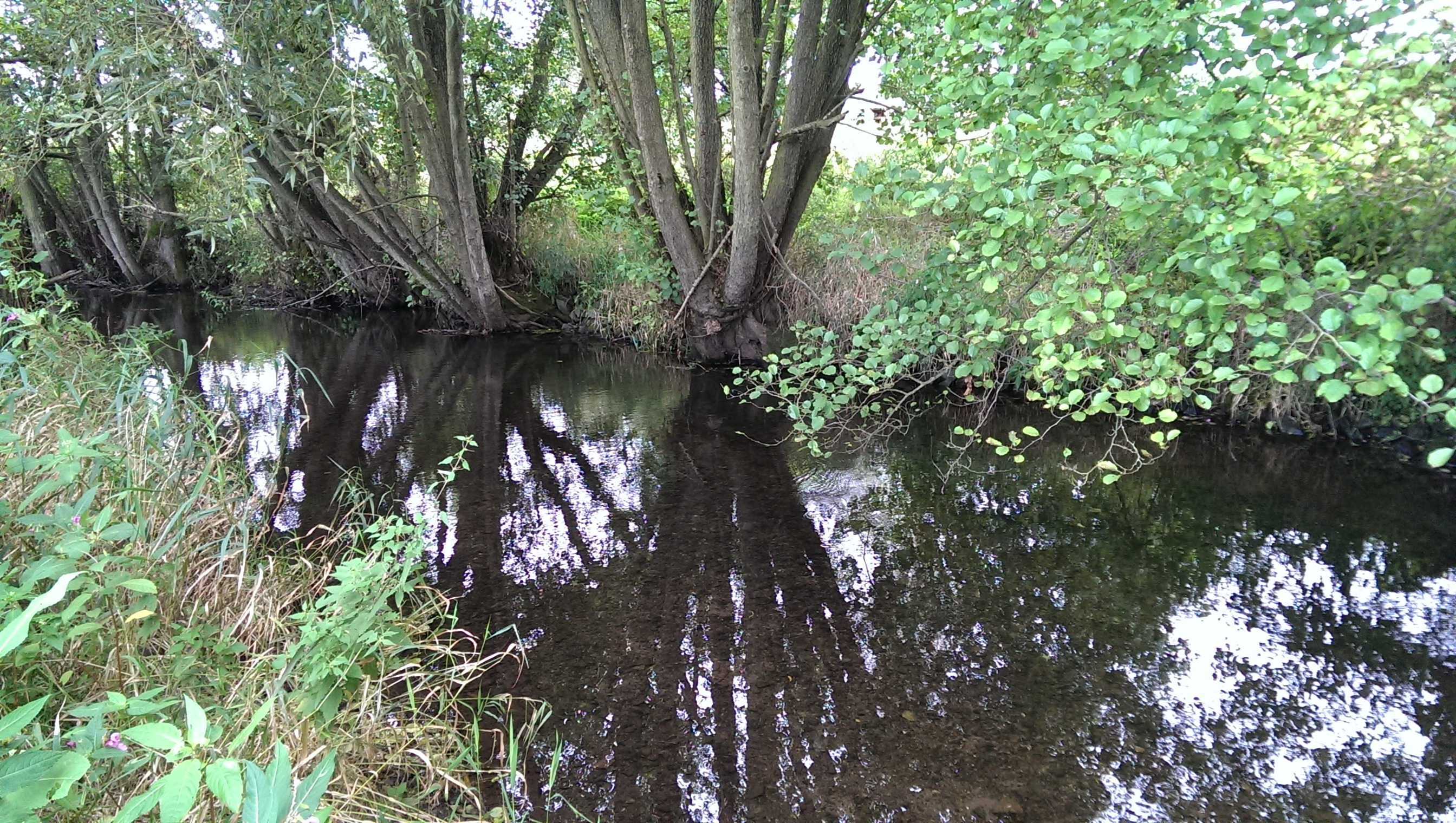
Die Zorge bei Woffleben
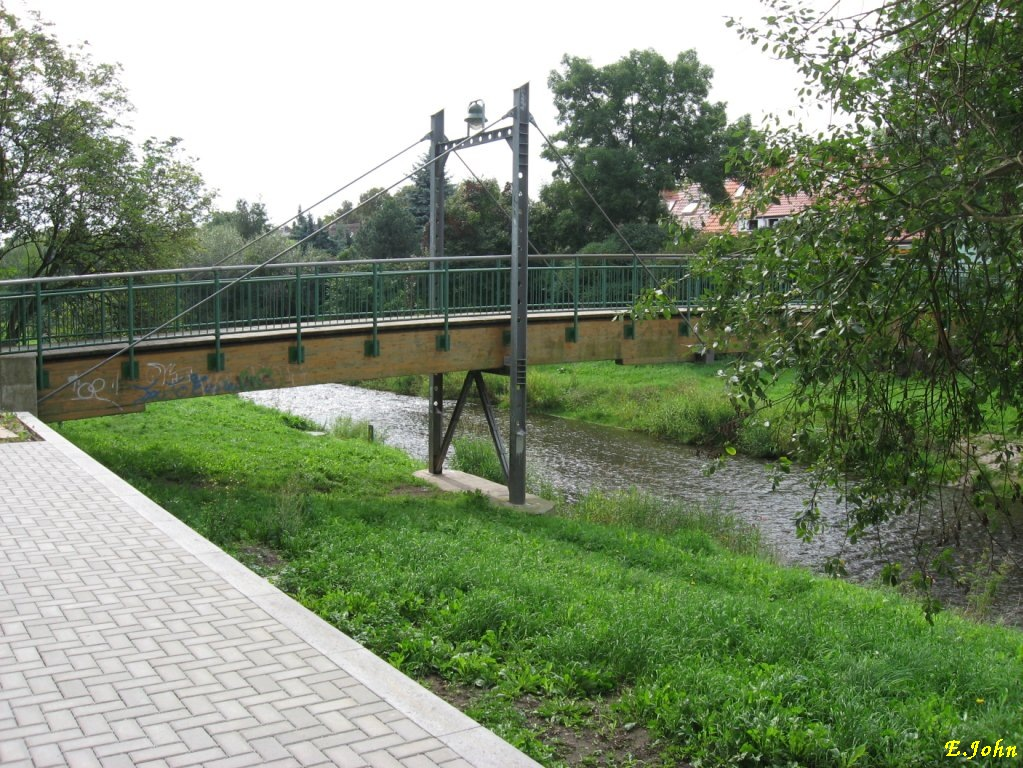
Die Zorge in Nordhausen